# Rovasenda
Rovasenda je italská obec v provincii Vercelli v oblasti Piemont.
K 31. prosinci 2011 zde žilo 989 obyvatel.

## Sousední obce
Arborio, Brusnengo (BI), Buronzo, Gattinara, Ghislarengo, Lenta, Masserano (BI), Roasio, San Giacomo Vercellese